# 丸亀市立城北小学校
丸亀市立城北小学校（まるがめしりつ じょうほくしょうがっこう）は、香川県丸亀市瓦町にある公立小学校。

## 沿革
- 1872年（明治5年）
  - 日付不明 - 丸亀郷校として開校。
  - 8月 - 学制頒布に伴い第一小学校と改称し、亀湾小学校と改称した後、丸亀小学校と改称。
- 1887年（明治20年）5月 - 丸亀小学校の2分校を統合し、丸亀尋常小学校と改称。合併・改称の日を本校創立記念日と定めた。
- 1891年（明治24年）4月 - 土居尋常小学校と中府尋常小学校を統合し、丸亀町立丸亀尋常小学校と改称。
- 1899年（明治32年）4月1日 - 丸亀町の市制施行により、丸亀市立丸亀尋常小学校と改称。
- 1901年（明治34年）8月 - 2校に分割された本校を城北尋常小学校と改称し、別に城西尋常小学校が開校。
- 1941年（昭和16年）4月1日 - 国民学校令により、丸亀市城北国民学校と改称。
- 1947年（昭和22年）4月1日 - 新学制実施により、丸亀市立城北小学校と改称。
- 1957年（昭和32年）6月 - 創立70周年記念式挙行。
- 1967年（昭和42年）1月 - 創立80周年記念式挙行。
- 1977年（昭和52年）4月 - きこえ・ことばの教室が設置される。
- 1987年（昭和62年）5月 - 百周年記念碑を建立し、創立百周年記念式典挙行。
- 2013年（平成25年）10月 - 校舎及び体育館建て替えの起工式を行う。
- 2015年（平成27年）3月 - 新校舎および新体育館が完成。
- 2016年（平成28年）3月 - 新プールおよび新運動場が完成。

### この節の出典
- 丸亀市立城北小学校沿革 (PDF)

## 通学区域
- 丸亀市
  - 土居町1丁目（一部）、土居町2丁目～3丁目、富士見町1丁目～5丁目、御供所町1丁目～2丁目、北平山町1丁目～2丁目、瓦町、風袋町、葭町、米屋町、松屋町、魚屋町、宗古町、城東町3丁目、港町、土器町東8丁目、土器町東9丁目（一部）、土器町北1丁目～2丁目、大手町1丁目

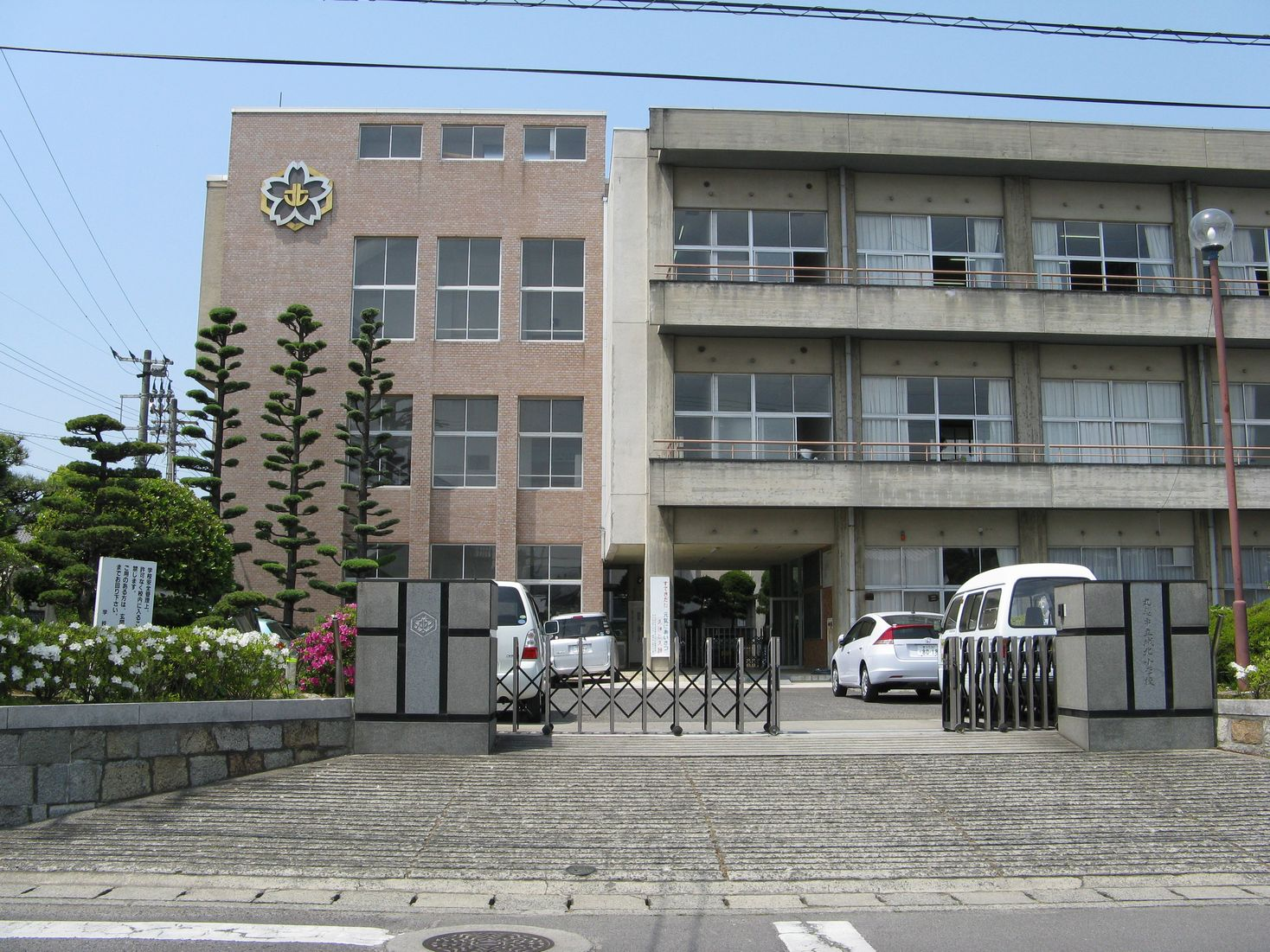
旧校舎。

## 周辺
- 身替り不動尊
- 香川県道33号高松善通寺線（京極通り）
- 丸亀港

## アクセス
- 丸亀市コミュニティバス「渡場」バス停から、徒歩約310m・約5分。
- JR予讃線丸亀駅から、徒歩約850m・約13分。

## 著名な出身者
- 猪熊弦一郎 - 洋画家
- 金子正則 - 元香川県知事

## 通学区域が隣接している学校
- 丸亀市立城乾小学校
- 丸亀市立城西小学校
- 丸亀市立城東小学校
- 宇多津町立宇多津北小学校